# William Squire (componist)
William Henry Squire (Ross-on-Wye, 8 augustus 1871 - Londen, 17 maart 1963) was een componist en cellist. Hij gaf les in cello en heeft ook voor zijn leerlingen gecomponeerd.
Hij hielp de cello als solo-instrument te populariseren in de vroege jaren van de 20e eeuw door het geven van openbare concerten in de Britse Eilanden en het maken van opnames.

## Composities
- Danse Rustique
- Tarantella

- Bibliothèque nationale de France: cb13935786f (data)
- CiNii: DA12290826
- Gemeinsame Normdatei: 131542931
- International Standard Name Identifier: 0000 0000 8374 470X
- Library of Congress Control Number: n83155661
- MusicBrainz: 84f5868d-29e4-4e93-b011-a75d9bbfebb7
- Nationale Bibliotheek van Tsjechië: mzk2015861094
- Nationale Bibliotheek van Israël: 987007284210805171
- Nederlandse Thesaurus van Auteursnamen: 126942595
- LIBRIS: 370882
- SNAC: w6rf6vg1
- Système universitaire de documentation: 150112785
- Trove: 1053583
- Virtual International Authority File: 39565729
- WorldCat: E39PBJt8kDRmxjYBbxWyCMHt8C